# Dipartimento di Nueva Segovia
Il dipartimento di Nueva Segovia è uno dei 15 dipartimenti del Nicaragua, il capoluogo è la città di Ocotal.

## Comuni
1. Ciudad Antigua
2. Dipilto
3. El Jícaro
4. Jalapa
5. Macuelizo
6. Mozonte
7. Murra
8. Ocotal
9. Quilalí
10. San Fernando
11. Santa María
12. Wiwilí de Nueva Segovia